# 雅法老城

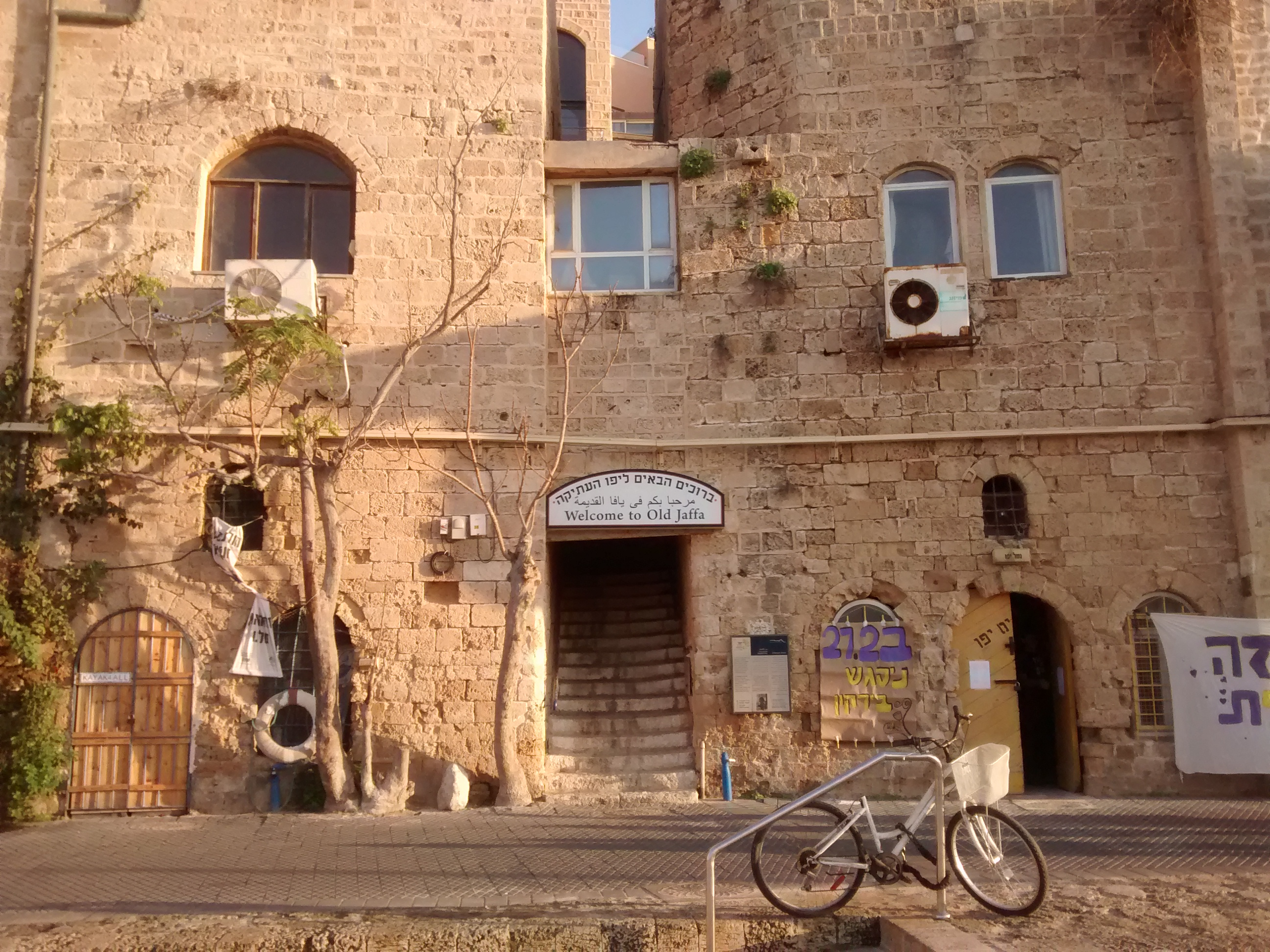
雅法老城，2015年12月。

雅法老城是指以色列城市雅法的旧城部分的建築群，位於特拉维夫-雅法市南部，包括雅法港口和浮橋海堤。
老城建筑群包括居民建筑以及雅法老城西部和南部斜坡小巷（位于北坡花园的斜坡），以及花园峰会Kedumim广场头。另外也包括雅法港口，其位于浮桥海堤。

## 引用
1. ↑  . inisrael.com. ByTech Ltd.   [2017-02-26]. （原始内容存档于2020-01-07）.